# High Profile/The Original Rhymes
High Profile/The Original Rhymes è una raccolta dei maggiori successi (Greatest Hits) dei Run DMC.

## Il disco
La raccolta contiene venti tracce, registrate tra il 1984, anno dell'esordio del gruppo, al 1993, anno di uscita di Down with the King. Tra le canzoni tratte dagli album precedenti, ve ne sono alcune presenti in dischi che non sono dei Run DMC e sono:
- Bounce (1993), presente nella compilation The Beavis and Butthead Experience.
- Ghostbusters (1989), colonna sonora del film Ghostbusters 2.
- Christmas in Hollis (1991), registrata a scopi benefici per la raccolta A Very Special Christmas.

Tra le hit presenti nella raccolta, da segnalare:
- Sucker's MC, dal loop pesante, che ha lanciato i Run DMC;
- King of Rock, tratta dall'album omonimo, con la quale la band si è imposta nella scena hip hop;
- Walk This Way, storico brano crossover in collaborazione con Steven Tyler e Joe Perry degli Aerosmith;
- Jam Master Jay, dedicata al Dj del gruppo e alla sua abilità ai piatti;
- My Adidas, dedica degli artisti alle loro scarpe preferite.

## Tracce
1. Bounce – 4:00
2. You Be Illin' – 3:26
3. Sucker's MC – 3:15
4. It's Like That – 4:45
5. King of Rock – 5:12
6. It's Tricky – 3:03
7. Can You Rock It Like This – 4:28
8. Walk This Way – 5:11
9. Rock Box – 5:28
10. You Talk Too Much (video edit) – 4:09
11. Run's House – 3:21
12. Peter Piper – 3:25
13. My Adidas – 2:47
14. Beats to The Rhyme – 2:43
15. Jam Master Jay – 3:21
16. Hard Times – 3:53
17. Down with the King – 5:00
18. Mary Mary – 3:36
19. Ghostbusters – 4:09
20. Christmas in Hollis – 2:57

## Curiosità
- L'album è uscito lo stesso anno della morte di Jam Master Jay.
- La traccia numero 9, Rock Box, è stata scelta per la colonna sonora del videogioco GTA Vice City.
- La traccia You Talk Too Much (video edit) è più breve della versione originale, contenuta nell'album King of Rock. Quest'ultima era infatti troppo lunga per essere diffusa in TV (5:59).